# Apoplexie
Pour l'apoplexie du cerveau, voir Accident vasculaire cérébral.

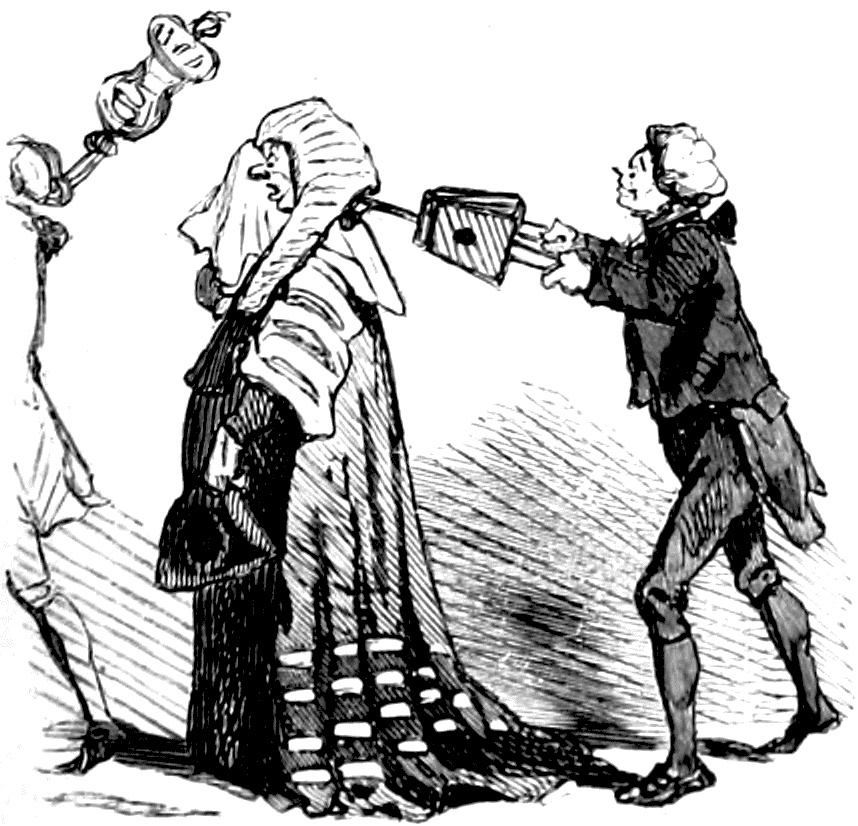
Haut fonctionnaire anglais faisant établir un courant d’air sous sa perruque, afin d’éviter une attaque d’apoplexie. Caricature de Cham dans Le Charivari, 1862.

Apoplexie est un terme médical historique, qui se définissait comme la suspension brutale, plus ou moins complète, de l'activité cérébrale, le plus souvent causée par une hémorragie cérébrale. Par extension et par analogie, le terme apoplexie a pu désigner toute hémorragie soudaine survenant dans les tissus, ou tout arrêt fonctionnel brusque, d'un organe quelconque.
Le terme devient médicalement obsolète au cours du XXe siècle, mais il reste utilisé dans le langage populaire et littéraire.
Au début du XXIe siècle, le terme d'accident vasculaire cérébral (AVC) englobe plus ou moins ce qui était historiquement l’apoplexie cérébrale.

## Étymologie
Du grec ancien απο / apo, « à partir de, en dehors de, loin de » et πληττω / plēttō, « frapper », ce mot signifie donc, étymologiquement « frapper de stupeur », « frapper avec violence », « renverser ». Il garde son sens étymologique dans l'anglais médical stroke.
Son équivalent latin est ictus qui implique la soudaineté, ou encore sideratio qui implique une perte de mouvement et de sensibilité.
Son équivalent populaire est attaque.

## Histoire du concept
Chez Homère, la mort soudaine est un signe de la colère divine, par les flèches d'Apollon pour les hommes, et celles d'Artémis pour les femmes. Toutefois, cette tradition est ambivalente car ces flèches sont souvent qualifiées de « douces », la mort rapide, plutôt qu'une longue souffrance, peut être une faveur des dieux. Le monde homérique distingue ainsi clairement l'existence d'affections soudaines, souvent mortelles, en l'absence de toute blessure apparente, et survenant en état de santé (pas de maladie connue en cours).
Le terme « apoplexie » apparait dans le Corpus hippocratique comme un terme clinique évident. Dans le traité Des maladies II et III, Hippocrate décrit des cas où le malade est « sidéré », avec douleur soudaine de tête, perte de la vue, de la connaissance et du mouvement. Il explique cette maladie par un excès d'impuretés dans le cerveau, par afflux de phlegme ou de bile noire dans le sang.
Érasistrate rejette cette théorie humorale, il attribue l'apoplexie à une brusque abondance de sang dans le cerveau. Galien oppose l'apoplexie à l'épilepsie, l'épilepsie est une perturbation des fonctions cérébrales, alors que l'apoplexie est une atteinte de la matière cérébrale elle-même.
Les deux sens, large (maladie soudaine et inopinée) et plus étroit (touchant le cerveau), coexistent jusqu'au Moyen Âge. À partir de l'invention de l'imprimerie et jusqu'à la fin du XIXe siècle, plusieurs centaines de monographies sont consacrées à l'apoplexie.
Les premières autopsies avec examen du cerveau sont réalisées au XVIIe siècle. En 1761, l'anatomiste Morgagni dans son De sedibus et causis morborum per anatomen indagatis distingue « l'apoplexie séreuse » de « l'apoplexie sanguine ».

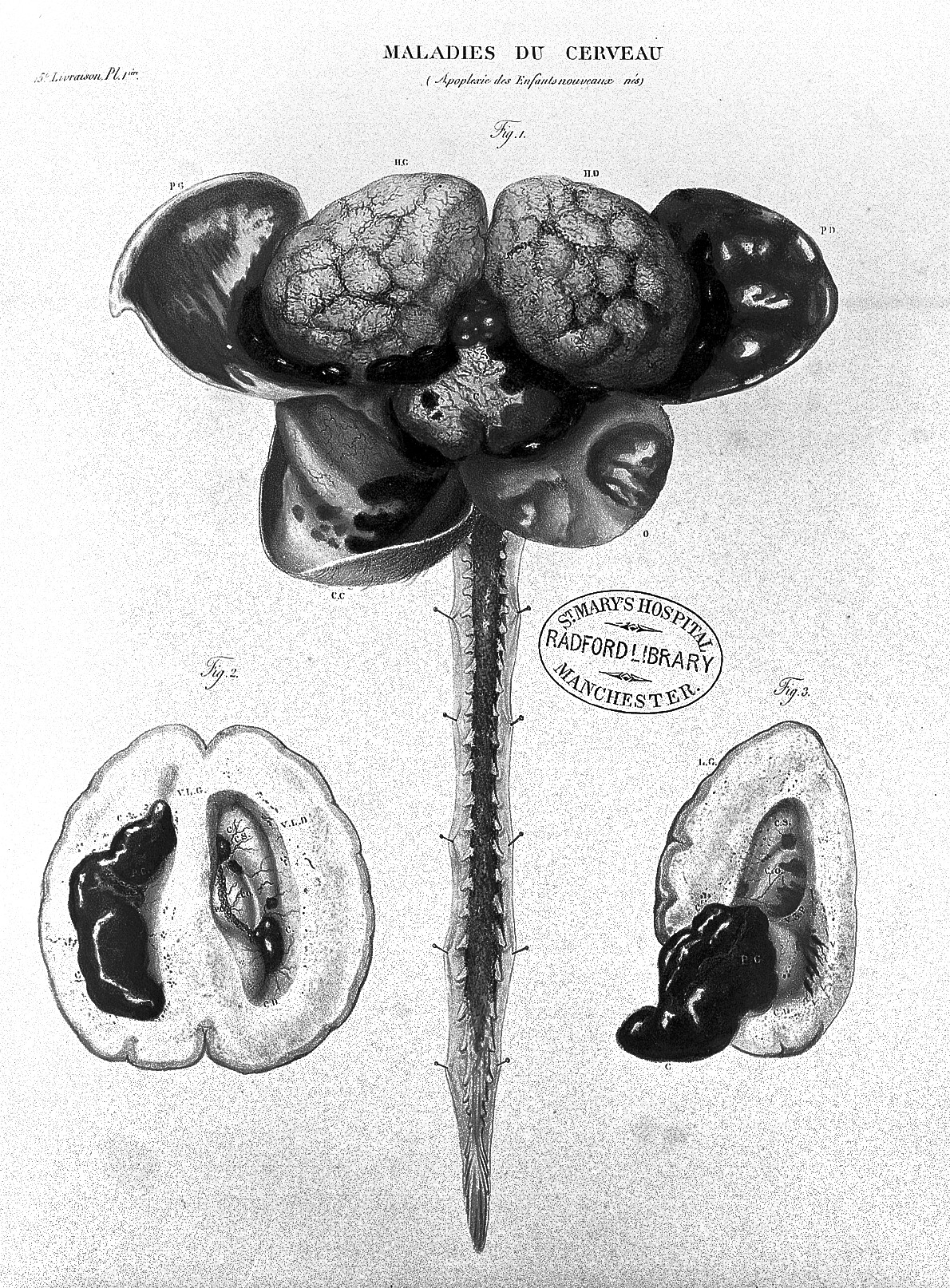
Anatomie pathologique de l'« apoplexie des nouveau-nés ». Illustration de l'ouvrage de Cruveilhier (1829).

Si l'apoplexie « sanguine » (hémorragique) est reconnue au XIXe siècle, la signification et la réalité de l'apoplexie « séreuse » fait débat. C'est notamment le cas avec les auteurs anglais comme John Cheyne (Cases of Apoplexy and Lethargy with Observations upon the Comatose Diseases, 1812), John Cooke (en) (On Apoplexy, 1820), et John Abercrombie (Practical Researches on Diseases of the Brain and Spinal Cord, 1828).
De 1828 à 1842, le Français Jean Cruveilhier publie sa monumentale Anatomie pathologique du corps humain, où le terme apoplexie est utilisé comme synonyme d'hémorragie dans le système nerveux central. Ce point de vue se généralise, au point que le terme apoplexie devient synonyme d'hémorragie tout court pouvant survenir dans le parenchyme de tout organe.
Cette confusion est critiquée dans la deuxième moitié du XIXe siècle par Armand Trousseau et Jean-Martin Charcot. En 1914, Jules Dejerine conclut (dans Séméiologie des affections du système nerveux) que l'apoplexie peut survenir en dehors de toute hémorragie cérébrale, et que le terme ne devrait désigner qu'un syndrome clinique « la perte soudaine et simultanée de plusieurs fonctions cérébrales ».
En 1921, Jean Lhermitte, dans son Traité de pathologie médicale, maintient la synonymie entre apoplexie et hémorragie, en opposant l'hémiplégie par apoplexie (hémorragie) et l'hémiplégie par infarctus (ischémie).
Au cours du XXe siècle, le terme apoplexie devient de plus en plus désuet dans le langage médical (français et anglais). Il devient obsolète après la Seconde Guerre mondiale, pour disparaitre du vocabulaire médical (textes et jargon parlé). Toutefois, il reste bien connu et toujours utilisé dans le langage populaire et en littérature.

## Termes médicaux

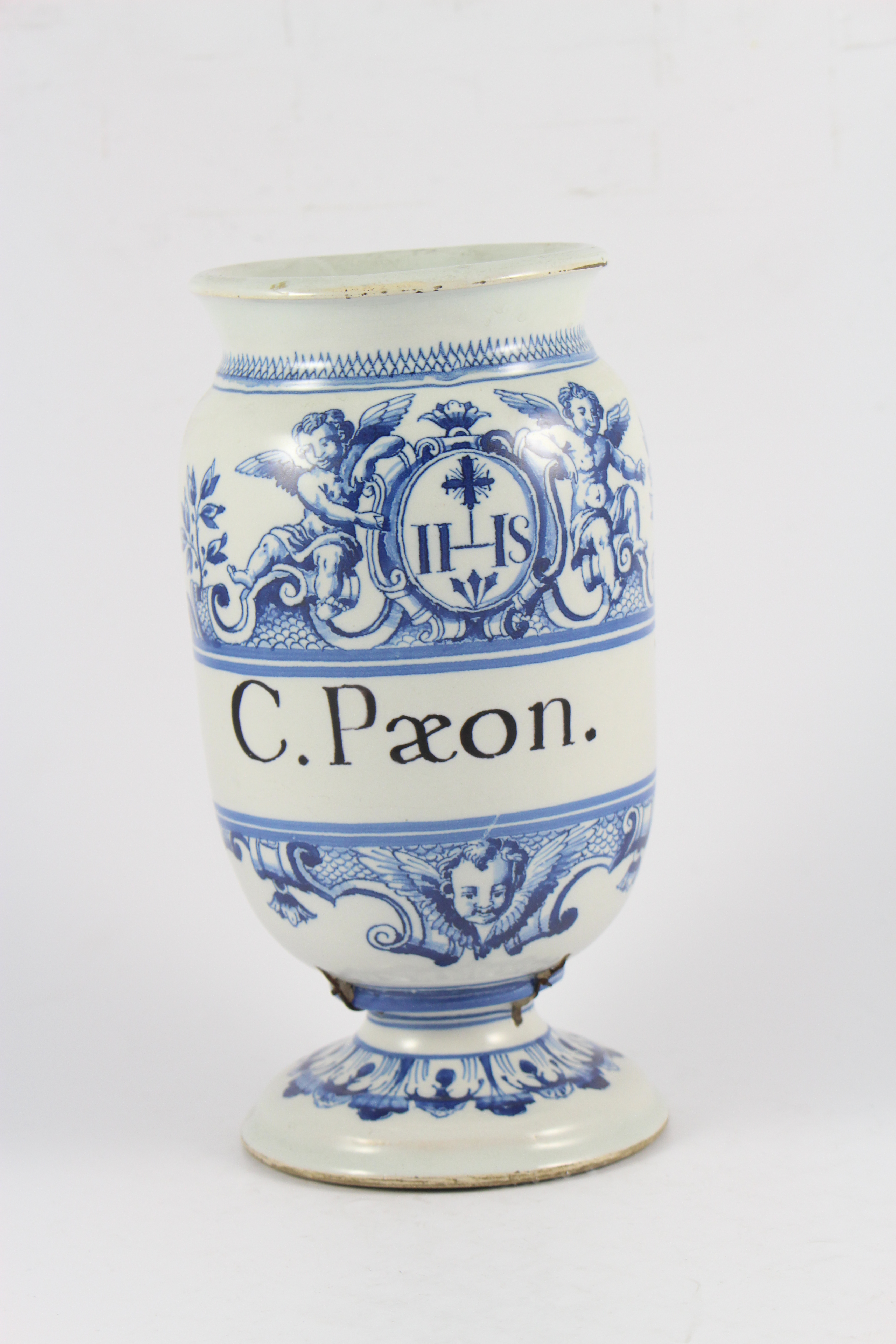
Pot à pharmacie (entre 1700 et 1725) Conserve Pænoniæ (pivoine), destiné à contenir une pâte de fleurs de pivoine et de sirop de sucre blanc, un des remèdes contre l'apoplexie et les paralysies. Musée des Hospices civils de Lyon.

Au XIXe siècle, l'apoplexie se définissait selon des critères anatomo-pathologiques : comme un foyer d’infiltration hémorragique, accompagné ou non de nécrose, d'oblitération ou lésion vasculaire. Ces lésions pouvaient être dues à une perturbation circulatoire fonctionnelle.
Outre l'apoplexie cérébrale (au XXIe siècle : accident vasculaire cérébral – AVC – ou stroke en anglais), le langage médical ancien a pu utiliser des termes tels que,, :
- apoplexie abdominale : hémorragie dans le péritoine (rupture d'anévrisme de l'aorte abdominale) ;
- apoplexie blanche : microthromboses observées dans la leucémie myéloïde chronique ;
- apoplexie ou syndrome de Broabdent : avec coma rapide, fièvre et troubles respiratoires, d'après William Broadbent (en) (1835-1907) ;
- apoplexie digitale idiopathique ou syndrome d'Achenbach[11] (hématomes digitaux paroxystiques) ;
- apoplexie hystérique : accès soudain de sommeil hystérique ;
- apoplexie des nouveau-nés : lors de problèmes liés au cordon : procidence, latérocidence… du cordon ;
- apoplexie pancréatique : crise de pancréatite aiguë hémorragique ;
- apoplexie pulmonaire : arrêt respiratoire au cours d'une embolie pulmonaire ;
- apoplexie rénale : hémorragie ou hématome d'un rein ;
- apoplexie rétinienne : occlusion de la veine centrale de la rétine ;
- apoplexie séreuse : encéphalopathie par intoxication à l'arsenic (forme aiguë) ;
- apoplexie spinale : paraplégie ou tétraplégie brutale (accident vasculaire au niveau de la moelle épinière) ;
- apoplexie splénique : hémorragie ou hématome de la rate ;
- apoplexie des surrénales : syndrome de Waterhouse-Friderichsen ;
- apoplexie utéro-placentaire : hématome rétroplacentaire.

Le terme apoplectiforme (qui ressemble à une apoplexie) se rencontre aussi, comme la surdité apoplectiforme ou maladie de Menière.

## Maladie végétale
En pathologie végétale, l'apoplexie, appelée aussi folletage chez la vigne, est un flétrissement et un dessèchement brutal d'une plante souvent en période de déséquilibre hydrique, au moment de la maturation des fruits ou pendant une période de sécheresse estivale (cas chez les daphnés, abricotiers, vignes).

## Victimes notables
C'est le mal qui emporta notamment :

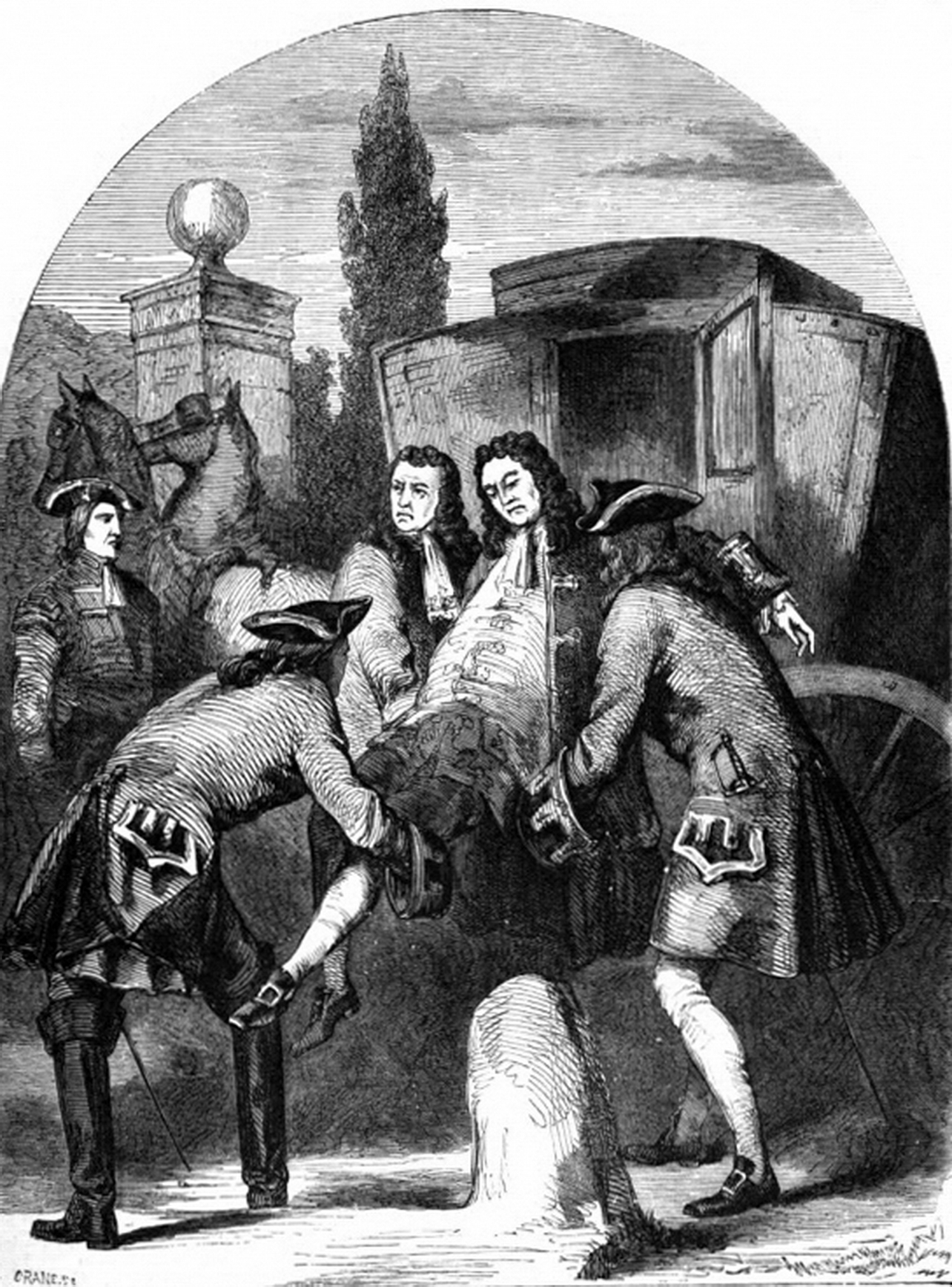
La mort du roi George Ier, frappé d'une attaque d'apoplexie au cours d'un voyage, en 1727. Illustration du Cassell's Illustrated History of England, (1865).

- l'empereur Trajan en 117, à l'âge de 63 ans ;
- l'empereur Lucius Verus en 169, à l'âge de 38 ans ;
- l'empereur Valentinien Ier en 375[13][réf. non conforme], à l'âge d'environ 54 ans ;
- Attila[14] en 453, à l'âge d'environ 58 ans ;
- le pape Étienne Ier en 752 ;
- le seigneur Gaston Fébus en 1391, à l'âge de 60 ans ;
- l'empereur Maximilien Ier en 1519, à l'âge de 59 ans ;
- le poète Joachim du Bellay en 1560[15], à l'âge d'environ 38 ans ;
- le duc de Savoie Charles-Emmanuel Ier en 1630, à l'âge de 68 ans ;
- le Père Joseph en décembre 1638, à l'âge de 61 ans ;
- l'écrivain Jean de la Bruyère en 1696, à l'âge de 50 ans ;
- Monsieur le frère du roi Louis XIV, en 1701, à l'âge de 60 ans (fait rapporté par Saint-Simon). La même année Alexandre Bontemps, premier valet de la chambre de Louis XIV, à l'âge de 74 ans, ces deux morts d'apoplexie étant suivies de celle du chevalier de Lorraine, favori de Monsieur, l'année suivante en 1702, à l'âge d'environ 59 ans[16],[17] ;
- le roi George Ier (roi de Grande-Bretagne) en 1727, à l'âge de 67 ans ;
- la duchesse douairière de Lorraine, fille de Monsieur, en 1744, à l'âge de 68 ans ;
- le compositeur Jean-Sébastien Bach en 1750, à l'âge de 65 ans ;
- le compositeur Georg Friedrich Haendel en 1759, à l'âge de 74 ans ;
- l'abbé Prévost en 1763, à l'âge de 66 ans ;
- l'écrivain et philosophe Jean-Jacques Rousseau en 1778, à l'âge de 66 ans ;
- le philosophe Diderot en 1784, à l'âge de 70 ans ;
- l'écrivain Beaumarchais en 1799, à l'âge de 67 ans ;
- le naturaliste, botaniste et médecin Daubenton, également en 1799, à l'âge de 83 ans ;
- le roi Henri Christophe en 1820, à l'âge de 53 ans ;
- l'ex vice-roi d'Italie Eugène de Beauharnais, fils adoptif de Napoléon, en 1824, à l'âge de 42 ans ;
- la compositrice Fanny Mendelssohn (sœur du compositeur Félix Mendelssohn), le 14 mai 1847 à l'âge de 41 ans ;
- l'écrivain Stendhal en 1842, à l'âge de 59 ans ;
- le poète grec Dionýsios Solomós en 1857, à l'âge de 58 ans ;
- le comte Alexandre Colonna Walewski en 1868, à l'âge de 58 ans ;
- le poète, écrivain et homme politique Alphonse de Lamartine en 1869, à l'âge de 78 ans ;
- le journaliste Charles Hugo, fils de Victor Hugo, en 1871, à l'âge de 44 ans ;
- l'industriel et homme politique Eugène I Schneider en 1875, à l'âge de 70 ans ;
- l'écrivain Gustave Flaubert en 1880, à l'âge de 58 ans ;
- le philosophe anarchiste Auguste Blanqui en 1881, à l'âge de 75 ans ;
- l'écrivain Fiodor Dostoïevski, également en 1881, à l'âge de 59 ans ;
- l'écrivain et voyageur Robert Louis Stevenson en 1894, à l'âge de 44 ans ;
- le président de la République Félix Faure en 1899, à l'âge de 58 ans ;
- Alois Hitler, père d'Adolf Hitler, en 1903, à l'âge de 65 ans ;
- l'écrivain Jules Renard, en 1910, à l'âge de 65 ans ;
- le religieux Louis-Joseph Antoine, créateur du culte Antoiniste, en 1912, à l'âge de 66 ans ;
- le peintre Gustav Klimt en 1918, à l'âge de 55 ans ;
- le couturier Jean Patou en 1936, à l'âge de 46 ans ;